# Chu Văn
Chu Văn (tên thật là Nguyễn Văn Chữ; 1922 – 1994) là nhà văn Việt Nam, được tặng Giải thưởng Nhà nước về Văn học Nghệ thuật năm 2001. Tiểu thuyết ''Bão biển'' là tác phẩm tiêu biểu nhất của Chu Văn.

## Tiểu sử
Chu Văn sinh ngày 22 tháng 12 năm 1922 tại làng Miễu, xã Đông Quang, huyện Đông Hưng, tỉnh Thái Bình, trong một gia đình nhà Nho. Từ những năm 1940-1941 ông tham gia phong trào thanh niên Cứu quốc ở Nam Định và Hải Phòng. Những năm kháng chiến chống Pháp ông làm công tác tuyên huấn, địch vận ở Thái Bình và Liên khu III. Năm 1950, ông phụ trách toà soạn báo Cứu Quốc liên khu III. Năm 1957, ông làm trưởng ty văn hoá tỉnh Nam Định. Năm 1969, ông tự nguyện đi chiến trường B. Từ năm 1977 đến 1979 ông là Chủ tịch Hội Văn nghệ tỉnh Hà Nam Ninh.
Ông là đảng viên Đảng Cộng sản Việt Nam; hội viên sáng lập Hội Nhà văn Việt Nam năm 1957; ủy viên Ban Chấp hành Hội Nhà văn Việt Nam khóa III.
Chu Văn là đại biểu Quốc hội Việt Nam khóa VII (1981-1987).
Ông mất ngày 17 tháng 7 năm 1994 tại Hà Nội.

## Sự nghiệp
Tiểu thuyết "Bão biển"- tác phẩm tiêu biểu nhất của Chu Văn kể về cuộc sống của đồng bào công giáo vùng ven biển. Đây là đề tài nhạy cảm, đụng chạm đến tôn giáo, vì thế nó phải qua bao nhiêu cửa ải duyệt di duyệt lại từng câu từng chữ rất thận trọng. Ngay từ lúc mới ra đời tiểu thuyết này đã làm xôn xao dư luận. Nhiều người cho rằng đây là một trong những cuốn sách viết về xã hội Công giáo ở nước ta sâu sắc, tỉ mỉ, cẩn trọng, có lý có tình nhất từ trước tới nay.
Chính tiểu thuyết Bão biển, cùng với tiểu thuyết Đất mặn và Tuyển tập Chu Văn đã mang lại cho ông Giải thưởng Nhà nước về Văn học Nghệ thuật năm 2001 (truy tặng).
Ông được Nhà nước tặng thưởng Huân chương Độc lập hạng Ba vào năm 1989.

## Tác phẩm
- Ai qua Phát Diệm (truyện thơ, 1955)
- Con đường lầy (tập truyện ngắn, 1957)
- Cô lái đò sông Ninh (tập truyện ngắn, 1960)
- Tiếng hát trên sông (tập bút ký, 1963)
- Ánh sáng bên hàng xóm (tập truyện ngắn, 1964)
- Bão biển (tiểu thuyết, 2 tập, 1969)
- Hương cau, hoa lim (tập truyện ngắn, 1971)
- Đất mặn (tiểu thuyết, 2 tập, 1975)
- Bông hoa trắng (tập truyện ngắn, 1977)
- Sao đổi ngôi (tiểu thuyết, 1984)

- Giáp mặt (tiểu thuyết, 1986)
- Mây thành (1992) tập đầu của một bộ ba tiểu thuyết trong dự định của tác giả về quê hương Thái Bình của ông qua các giai đoạn lịch sử.[4]
- Tuyển tập Chu Văn.

## Đánh giá
Trong lời giới thiệu cuốn Chu Văn toàn tập có viết: Nói đến Chu Văn, người ta thường nghĩ ngay đến một lớp người viết đến với nghề từ trách nhiệm công dân. Cũng có thể nói đó là lớp nhà văn sản phẩm của cách mạng tháng tám. Xem văn nghệ như một công cụ tuyên truyền, nhiệm vụ cách mạng đã đưa anh cán bộ chính trị học vào đội ngũ những viết chủ lực của nền văn nghệ mới sau 1945 và sau đó trở thành một cây bút tiểu thuyết có nghề, có thành tựu, chiếm vị trí cao trong nền văn xuôi hiện đại
Khi viết về Chu Văn, Phạm Trọng Thanh có những đánh giá như sau: Thành đạt ở tiểu thuyết, truyện ngắn... nhưng nhà văn Chu Văn lại khởi đầu sự nghiệp văn chương từ thi ca... Chất liệu thực tế ngồn ngộn, vốn sống dày dặn, tài năng văn chương cất cánh, ông là nhà văn thành đạt chậm nhưng vững chãi, bề thế... Lao động nghệ thuật nói chung, sáng tác thi ca nói riêng là những ứng xử văn hoá. Với nhà văn Chu Văn - vị Tổng biên tập uy tín của tạp chí Văn nghệ Hà Nam Ninh đã quá cố, những ứng xử cho thấy "một cốt cách tâm hồn nhà văn - kẻ sĩ đáng trọng", đúng như lời nhà thơ Nguyễn Bính sinh thời đã nói về ông.

## Vinh danh
- Huân chương Độc lập hạng Ba năm 1989.
- Giải thưởng Nhà nước về Văn học Nghệ thuật năm 2001.[6]

### Giải thưởng văn học
- Giải Ba cuộc thi truyện ngắn của Tạp chí Văn nghệ năm 1958 với truyện ngắn Con đường lầy
- Giải Nhì cuộc thi truyện ngắn 1959-1960 của tuần báo Văn học với truyện ngắn Con trâu bạc